# Cymbidiella
Cymbidiella Rolfe, 1918 è un genere di piante della famiglia delle Orchidacee, endemico del Madagascar.

## Descrizione
Comprende specie terrestri (C. flabellata) o epifite (C. falcigera e C. pardalina), provviste di un rizoma allungato e robusto.
Possiedono pseudobulbi da ovoidali a fusiformi, dall'apice dei quali si diparte una rosetta di foglie pieghettate.
L'infiorescenza può essere semplice o ramificata, con fiori grandi, di colore dal giallo al verde e con labello verde o rosso con maculature nero-violacee; il gimnostemio è arcuato e contiene 4 pollinii, uniti ad un ampio retinacolo.

## Distribuzione e habitat
Il genere Cymbidiella è endemico del Madagascar.
Il suo areale si estende lungo il versante orientale dell'isola e comprende diversi habitat, dalla foresta pluviale alle paludi costiere, dalle foreste rivierine alle macchie di Philippia.

## Tassonomia
Il genere Cymbidiella appartiene alla sottofamiglia Epidendroideae (tribù Cymbidieae, sottotribù Eulophiinae)
Comprende 3 specie:
- Cymbidiella falcigera (Rchb.f.) Garay, 1976
- Cymbidiella flabellata (Thouars) Rolfe, 1918
- Cymbidiella pardalina (Rchb.f.) Garay, 1976